# Greatest Hits (blink-182-Album)
Greatest Hits (engl. für: „Größte Hits“) ist ein Best-of-Album der US-amerikanischen Alternative-Rock-Band blink-182. Es wurde am 28. Oktober 2005 über das Label Geffen Records veröffentlicht.

## Inhalt
Die auf dem Album enthaltenen Lieder sind zum Großteil zuvor veröffentlichte Singles aus vier bis zu diesem Zeitpunkt erschienenen Studioalben Dude Ranch (zwei Songs), Enema of the State (drei Tracks), Take Off Your Pants and Jacket (drei Stücke) und blink-182 (vier Titel). Lediglich die Songs Not Now, Another Girl Another Planet und Aliens Exist (Live in L.A.) sind Neuveröffentlichungen. Außerdem ist der Track Man Overboard vom Live-Album The Mark, Tom and Travis Show (The Enema Strikes Back!) und zwei Songs aus dem Album Cheshire Cat enthalten.

## Produktion
Der Großteil des Albums (zwölf Lieder) wurden von dem 2008 verstorbenen Musikproduzent Jerry Finn produziert. Je zwei Produktionen stammen von den Produzenten O und Mark Trombino. Die Band blink-182 selbst produzierte mit Another Girl Another Planet nur ein Stück.

## Covergestaltung

Logo von Blink-182

Das Albumcover ist recht schlicht gehalten. Es zeigt das Logo der Band in Grau – ein lächelnder Smiley, dessen Augen Kreuze sind und der von einem Kreis umgeben ist, an dem sich fünf nach links zeigende Pfeile befinden. Am oberen Rand des Bildes befindet sich der Band-Schriftzug blink-182 und unten im Bild der Titel Greatest Hits in Grau. Der Hintergrund ist schwarz gehalten.

## Titelliste
| #  | Titel                       | Produzent     | Länge | Album                                                   |
| -- | --------------------------- | ------------- | ----- | ------------------------------------------------------- |
| 1  | Carousel                    | O             | 3:10  | Cheshire Cat                                            |
| 2  | M+M’s                       | O             | 2:35  | Cheshire Cat                                            |
| 3  | Dammit                      | Mark Trombino | 2:46  | Dude Ranch                                              |
| 4  | Josie                       | Mark Trombino | 3:05  | Dude Ranch                                              |
| 5  | What’s My Age Again?        | Jerry Finn    | 2:28  | Enema of the State                                      |
| 6  | All the Small Things        | Jerry Finn    | 2:51  | Enema of the State                                      |
| 7  | Adam’s Song                 | Jerry Finn    | 4:06  | Enema of the State                                      |
| 8  | Man Overboard               | Jerry Finn    | 2:46  | The Mark, Tom and Travis Show (The Enema Strikes Back!) |
| 9  | The Rock Show               | Jerry Finn    | 2:51  | Take Off Your Pants and Jacket                          |
| 10 | First Date                  | Jerry Finn    | 2:51  | Take Off Your Pants and Jacket                          |
| 11 | Stay Together for the Kids  | Jerry Finn    | 3:52  | Take Off Your Pants and Jacket                          |
| 12 | Feeling This                | Jerry Finn    | 2:53  | blink-182                                               |
| 13 | I Miss You                  | Jerry Finn    | 3:47  | blink-182                                               |
| 14 | Down                        | Jerry Finn    | 3:13  | blink-182                                               |
| 15 | Always                      | Jerry Finn    | 4:17  | blink-182                                               |
| 16 | Not Now                     | Jerry Finn    | 4:23  | zuvor unveröffentlicht                                  |
| 17 | Another Girl Another Planet | blink-182     | 2:41  | zuvor unveröffentlicht                                  |
| 18 | Aliens Exist (live in L.A.) |               | 3:16  | zuvor unveröffentlicht                                  |

## Rezeption
| Professionelle Bewertungen | Professionelle Bewertungen |
| -------------------------- | -------------------------- |
| Kritiken                   |                            |
| Quelle                     | Bewertung                  |
| laut.de                    | [ 2 ]                      |
| allmusic                   | [ 3 ]                      |

Oliver Lambrecht von laut.de bewertete das Album mit drei von möglichen fünf Punkten. Es sei „ein Abschiedsalbum mit 18 Liedern, denen zu Recht das Prädikat "Best Of" anhaftet.“ Dabei würde die Entwicklung der Band über fünf Studioalben gut erfasst, auch wenn der Mehrwert neben den bekannten Songs „nicht wirklich viel“ sei.

## Singles
Als Single wurde das Lied Not Now ausgekoppelt. Der Song erreichte im Vereinigten Königreich Position 30 und hielt sich zwei Wochen in den Charts.

## Kommerzieller Erfolg

### Chartplatzierungen
Das Best-of-Album stieg in den deutschen Charts bis auf Platz 26 und hielt sich elf Wochen in den Top 100. In den USA erreichte das Album Rang sechs und platzierte sich 176 Wochen in den Charts.
| ChartsChartplatzierungen       | Höchstplatzierung | Wochen |
| ------------------------------ | ----------------- | ------ |
| Deutschland (GfK)              | 26 (11 Wo.)       | 11     |
| Österreich (Ö3)                | 21 (9 Wo.)        | 9      |
| Schweiz (IFPI)                 | 45 (3 Wo.)        | 3      |
| Vereinigte Staaten (Billboard) | 6 (176 Wo.)       | 176    |
| Vereinigtes Königreich (OCC)   | 6 (32 Wo.)        | 32     |

| ChartsJahrescharts (2005)    | Platzierung |
| ---------------------------- | ----------- |
| Vereinigtes Königreich (OCC) | 80          |

| ChartsJahrescharts (2006)      | Platzierung |
| ------------------------------ | ----------- |
| Vereinigte Staaten (Billboard) | 199         |

| ChartsJahrescharts (2024)      | Platzierung |
| ------------------------------ | ----------- |
| Vereinigte Staaten (Billboard) | 169         |

### Auszeichnungen für Musikverkäufe
Für mehr als 900.000 verkaufte Exemplare wurde Greatest Hits im Vereinigten Königreich 2023 mit einer dreifachen Platin-Schallplatte ausgezeichnet. Im gleichen Jahr erhielt es in Deutschland für über 200.000 Verkäufe eine Platin-Schallplatte.
| Land/Region                  | Auszeichnungen für Musikverkäufe (Land/Region, Auszeichnung, Verkäufe) | Verkäufe  |
| ---------------------------- | ---------------------------------------------------------------------- | --------- |
| Australien (ARIA)            | 3× Platin                                                              | 210.000   |
| Deutschland (BVMI)           | Platin                                                                 | 200.000   |
| Italien (FIMI)               | Gold                                                                   | 25.000    |
| Kanada (MC)                  | Platin                                                                 | 100.000   |
| Neuseeland (RMNZ)            | Platin                                                                 | 15.000    |
| Vereinigtes Königreich (BPI) | 3× Platin                                                              | 900.000   |
| Insgesamt                    | 1× Gold · 9× Platin ·                                                  | 1.450.000 |

Hauptartikel: Blink-182/Auszeichnungen für Musikverkäufe